# 玉里協天宮
玉里協天宮，臺灣花蓮縣玉里鎮廟宇，主祀關聖帝君，亦稱玉里關帝廟，有「花東三大廟宇」之稱。

## 沿革
清朝自公元1684年將臺灣納入帝國版圖，對台灣原住民與其居住地多採取「封山禁絕」的治理手段，直至1874年牡丹社事件之前，清廷有效統治範圍僅到臺灣西部平原的枋寮為止，東部則僅有宜蘭（噶瑪蘭），枋寮、宜蘭以南稱作「後山」，悉視為「化外之地」，清廷並不規範「化外之地」區域原住民之行為與活動。:98-100
同治13年（1874）五月，日本帝國以琉球國居民漂流至臺灣南部的牡丹社（今屏東縣牡丹鄉）被當地原住民殺害為由，日本海軍登陸車城鄉射寮村，攻打車城、枋山和獅子鄉一帶的原住民（排灣族為主），企圖攻佔臺灣；清廷得知消息後，調派欽差大臣沈葆楨於六月趕赴臺灣，一方集結兵力，並幾經與日本方面調停，雙方達成協議，日軍撤出臺灣，史稱「牡丹社事件」。
牡丹社事件之後，清廷為有效管理後山地區與原住民，一改原本採消極放任、漢番隔絕的後山政策，推行「開山撫番」，派遣兵勇闢建山路衢道，開放漢人進入後山開墾，以期達到「番民漢化」、「鞏固海疆」之效。
光緒元年（1875），時任南澳鎮總兵的吳光亮（1834—1898）率飛虎左營的軍隊，自林圯埔（今南投竹山鎮）開鑿中路山道抵達璞石閣（玉里鎮舊稱）撫番（此處係阿美族和布農族）:103-104，據傳軍隊便是駐紮於今協天宮的所在處，關聖帝君的香火亦是於此時一同請來。根據民間說法，吳光亮在璞石閣時適逢瘟疫流行，為了祈求平安，遂於當地起蓋一座小祠奉祀關聖帝君，此即協天宮之起源。
後來，客家裔的移民從新埔義民廟（新竹縣）分香至玉里協天宮，協天宮右殿因而開始奉祀義民爺之故，周遭客家村落（客城、舊庄、三民與大禹）的居民每逢初一、十五亦會至玉里鎮市區的協天宮參拜，同時也帶入不少客家色彩的祭典。

## 文物

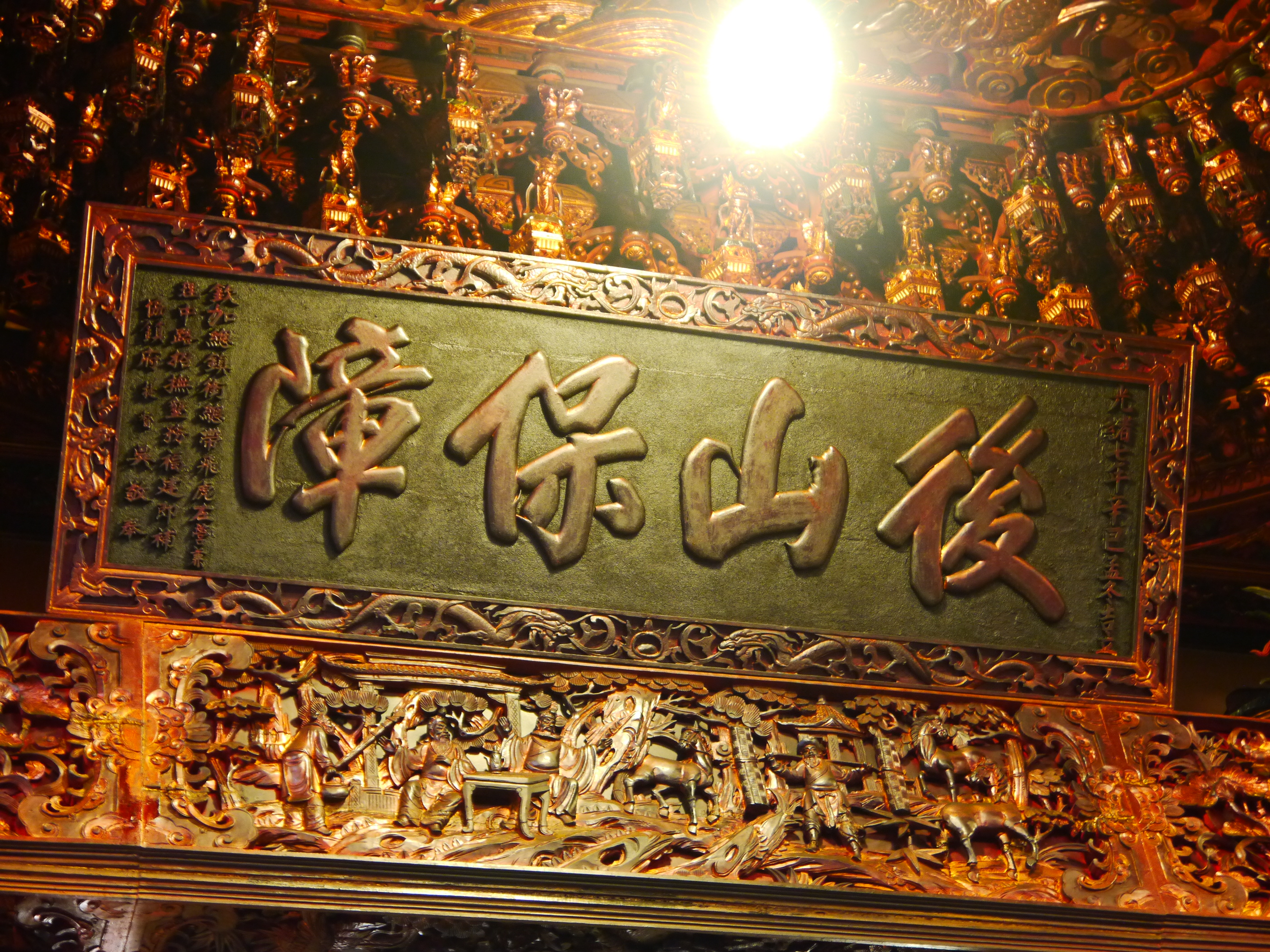
後山保障匾

「後山保障匾」為牛樟木所製，乃玉里協天宮鎮宮之寶，上款：「光緒七年（1881）辛巳孟冬吉立」、下款：「欽加總鎮銜總帶飛虎左營兼理中路招撫墾務福建即補協鎮府提督吳 敬奉」。
由於下款處敬獻者僅題一姓氏「吳」字，世人多以為此「吳」乃指吳光亮；但根據文史工作者考證，光緒七年（1881）吳光亮已出任台灣鎮總兵官一職，官銜明顯與匾額所題不符，故推斷此「吳」係指吳光亮之弟，即飛虎左營總帶吳光忠。

## 修建紀錄
廟宇翻修紀錄參閱注釋附圖之【玉里協天宮沿革史碑文】：
- 光緒元年（1875），吳光亮初建之際僅為一簡陋的竹籬茅屋。
- 光緒13年（1887），協天宮首度擴建。
- 大正八年（1919），募款重修落成。
- 大正九年（1920），遭逢祝融之災，再度重修。
- 中華民國40年（1951），花蓮縣大地震，協天宮傾毀，地方仕紳自組重建委員會，翌年重建落成。
- 中華民國97年（2008），協天宮重建翻新，翌年落成。

## 圖輯

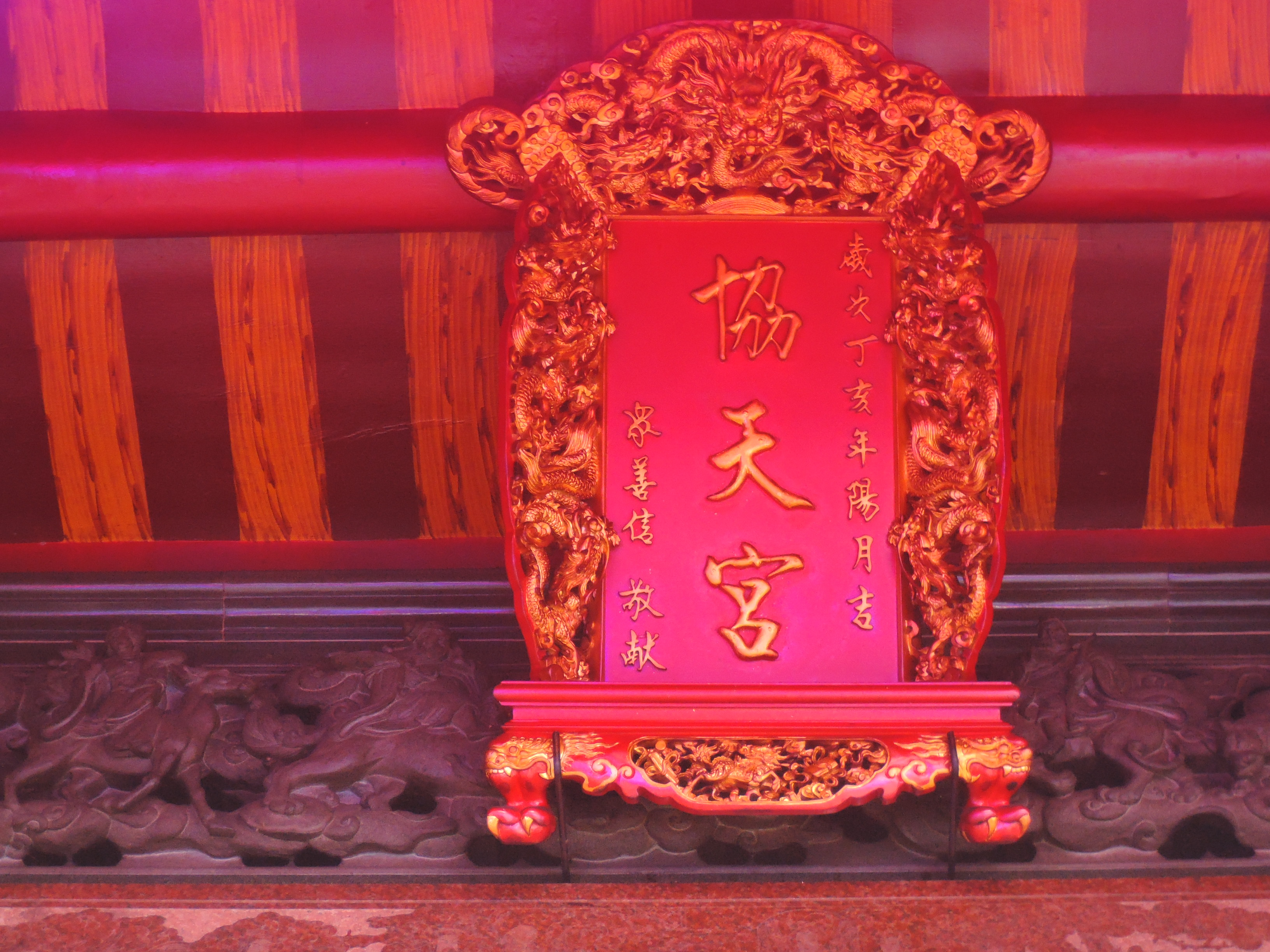
聖旨牌
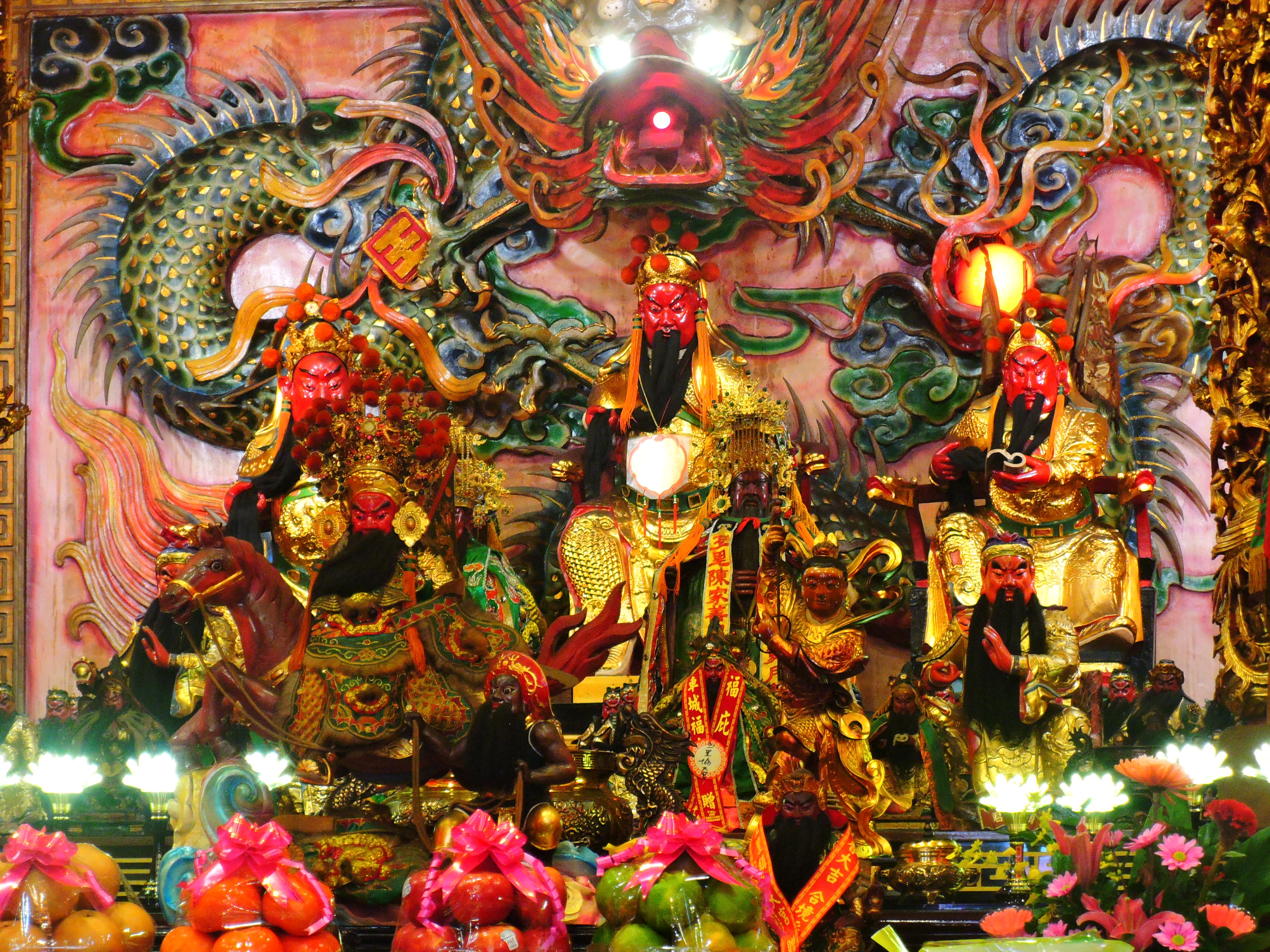
正殿關公像
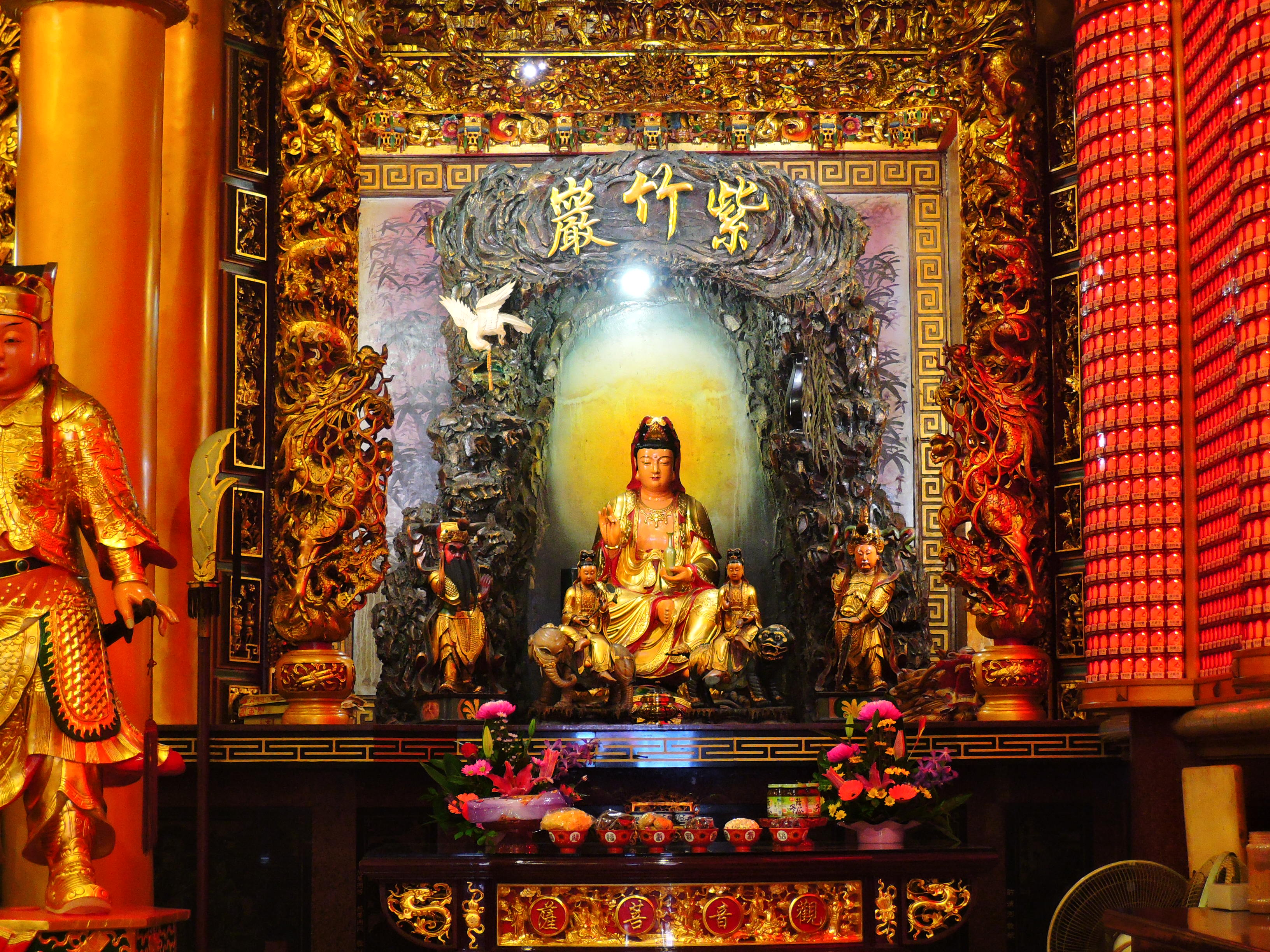
正殿觀世音菩薩像
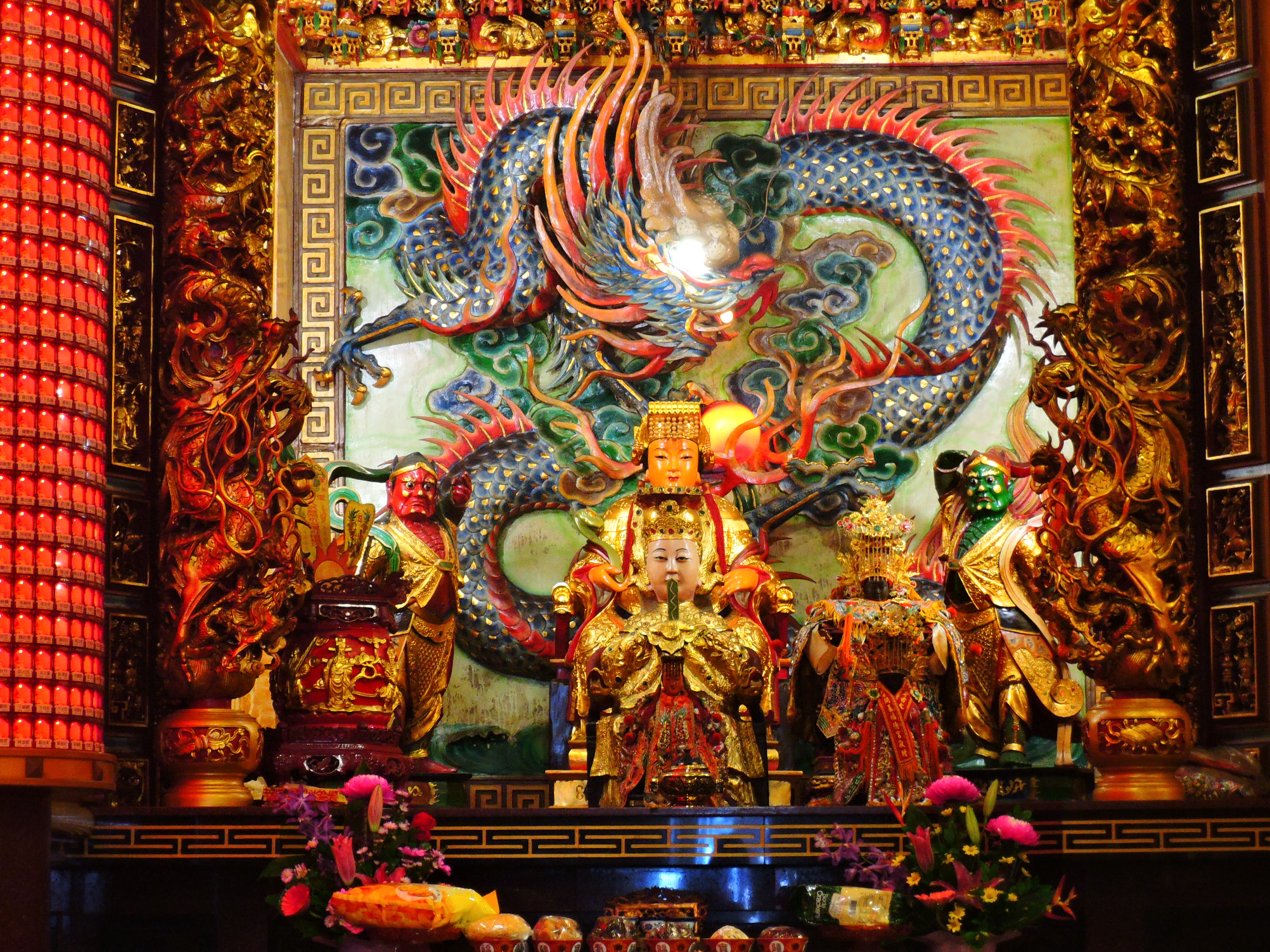
正殿天上聖母像
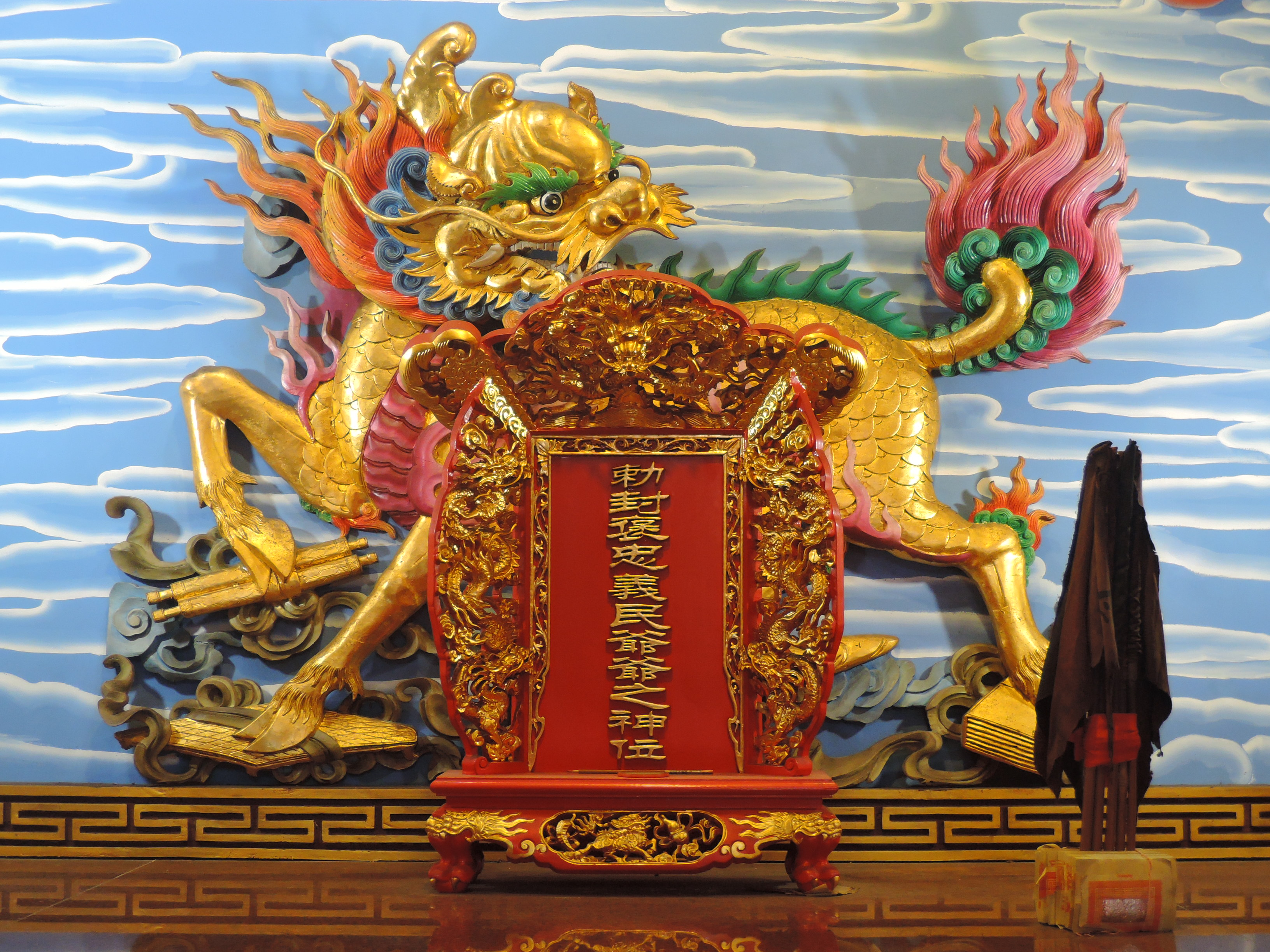
側殿褒忠義民爺之神位
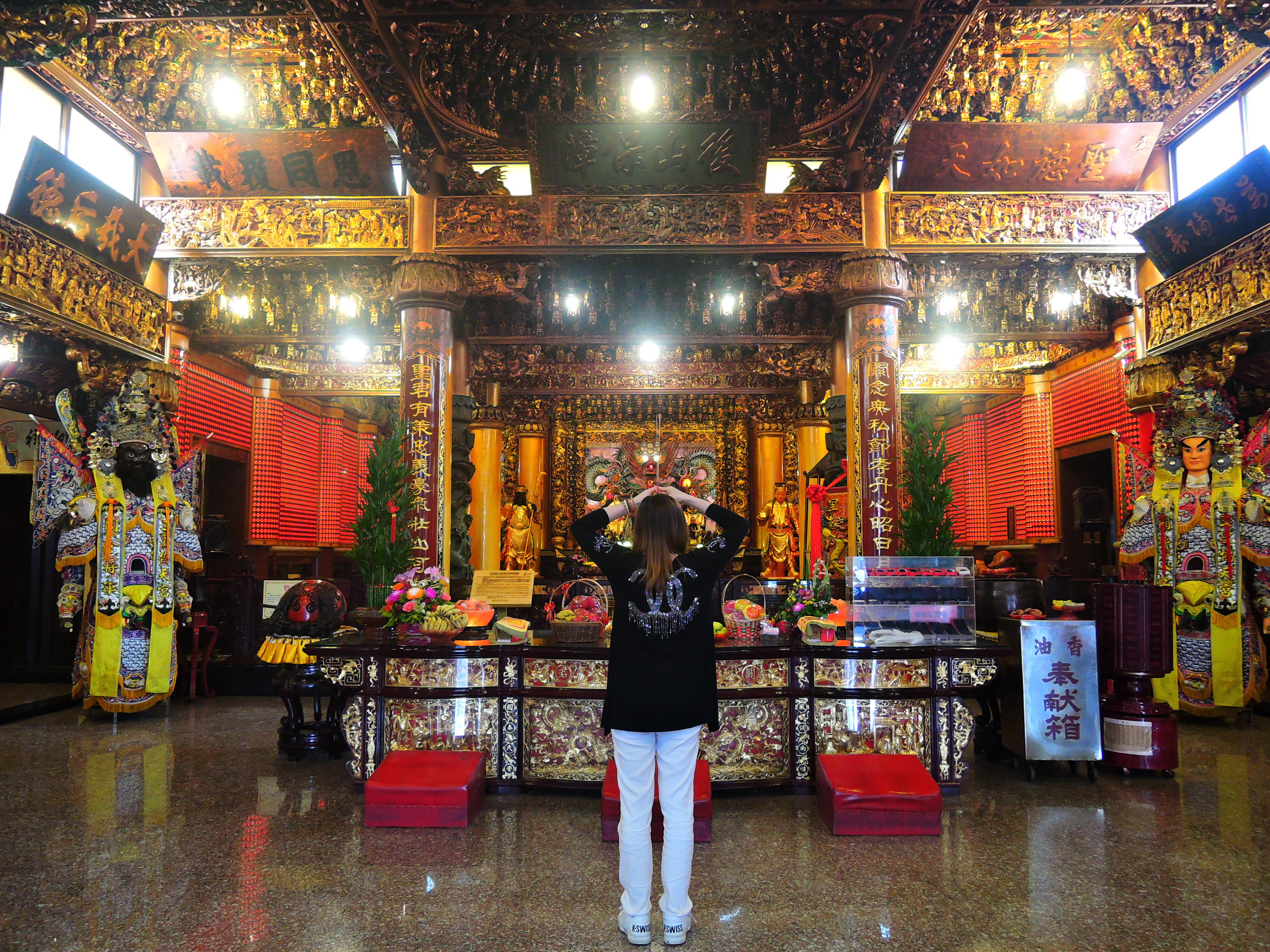
信徒焚香禱祝

## 外部連結
- 玉里協天宮的Facebook專頁